# Always on Display
Always-On Display, gọi tắt là AOD là một tính năng của điện thoại thông minh có mặt trên rất nhiều thiết bị Android cầm tay và IPhone.
Công nghệ này lần đầu tiên được giới thiệu bởi Nokia năm 2009 trên điện thoại N86, và phổ biến hơn trong các điện thoại Symbian sử dụng màn hình AMOLED năm 2010 (Nokia N8, C7, C6-01 và E7). Nó trở thành tiêu chuẩn trên hầu hết điện thoại Nokia Lumia sử dụng Windows Phone năm 2013, đi cùng với ứng dụng Nokia Glance Screen. Tính năng này sau đó phổ biến trên rất nhiều thiết bị Android cầm tay, bao gồm Huawei (Mate 10 Pro, P20 Pro), Motorola (Moto X, Z, G), LG (G5, G6, G7, V30, V35, V40), Samsung (Galaxy A7 (2017, 2018), S7, S8, S9, S10, Note 7/FE/8/9) và Google Pixel 2, Pixel 3, Pixel 3a. Sau này, Apple chính thức thêm tính năng AOD vào thiết bị iPhone bắt đầu từ IPhone 14 Pro.

## Tổng quát
Điện thoại với tính năng AOD cho phép giới hạn vùng hiển thị của màn hình trong chế độ nghỉ. AOD hiển thị ngày giờ, trạng thái pin, và có thể cấu hình để hiển thị thêm thông báo khác hoặc screen-saver.

## Ảnh hưởng tới thời lượng pin
Tính năng Always On Display làm tăng mức tiêu thụ điện năng, vì màn hình, cảm biến và CPU đều hoạt động ở chế độ AOD, làm cho lượng điện năng tiêu thụ tăng lên khoảng 3%.
Đối với màn hình công nghệ LCD, do nguyên lý hoạt động buộc toàn bộ tấm nền màn hình phải phát sáng, ngay cả ở những chỗ không hiển thị nội dung, làm giảm rõ rệt thời gian sử dụng pin của thiết bị màn hình LCD, đặc biệt khi so với tấm nền LED. 

1. ↑  “Symbian's 'little feature that could' still to be equalled, even on Windows Phone”. All About Symbian (bằng tiếng Anh). Truy cập ngày 17 tháng 3 năm 2018.
2. ↑  “How the Always On Display of the Galaxy S7 and S7 edge Keeps You on Track”. tháng 9 năm 2017. Truy cập ngày 13 tháng 9 năm 2017.
3. ↑  “Tested: The Galaxy S7's always-on display consumes very little battery”. TechSpot (bằng tiếng Anh). Truy cập ngày 9 tháng 2 năm 2018.